# 蒂拉普县
蒂拉普县（英語：Tirap district）是印度阿鲁纳恰尔邦的一个县。总面积1,170平方公里，2011年总人口55,022。